# Тау Кассиопеи
Тау Кассиопеи (τ Cas, τ Кассиопеи)  — звезда в созвездии Кассиопея. τ Кассиопеи является оранжевым гигантом спектрального класса K1 с видимой звёздной величиной +4.88. Она находится на расстоянии примерно в 174 световых лет от Земли.
Звезда имеет массу около 2,5 солнц, радиус больше Солнца приблизительно в 8,88 раз. Тау Кассиопеи в 26,8 раз ярче солнца, температура поверхности — 4581 кельвин.

## Название
В китайской традиции звезду относят к астеризму «Летающая змея» — кит. 螣蛇 (Téng Shé). Он состоит из ι Андромеды, α Ящерицы, 4 Ящерицы, π² Лебедя, π1 Лебедя, HD 206267, ε Цефея, β Ящерицы, σ Кассиопеи, ρ Кассиопеи, τ Кассиопеи, AR Кассиопеи, 9 Ящерицы, 3 Андромеды, 7 Андромеды, 8 Андромеды, λ Андромеды, κ Андромеды и ψ Андромеды. Сама τ Кассиопеи известна как кит. 螣蛇十三 (Téng Shé shísān) — «тринадцатая звезда Летающей змеи».